# Культурная история ягодиц

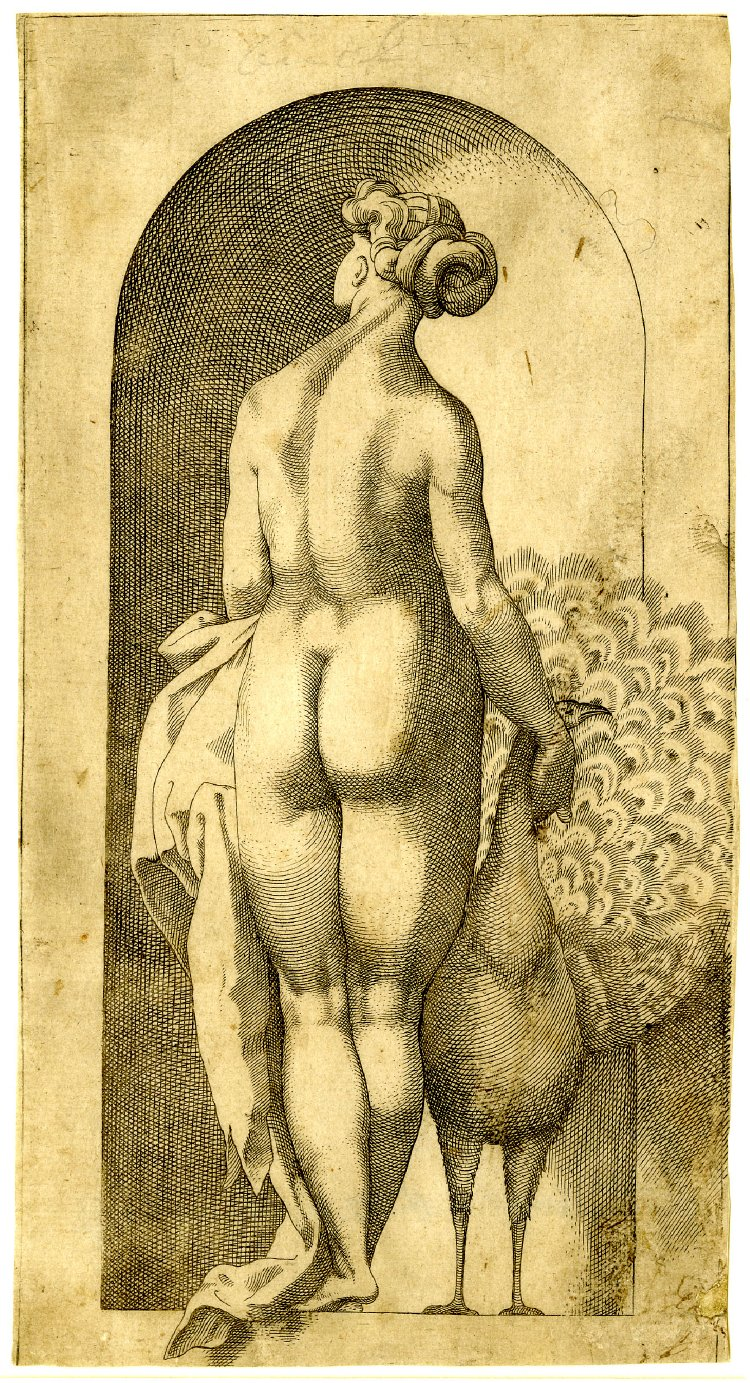
Движение маньеристов не боялось преувеличивать пропорции тела для достижения привлекательного эффекта; Юнона в нише, гравюра Якопо Каральо, вероятно, по рисунку Россо Фьорентино, 1526 г.

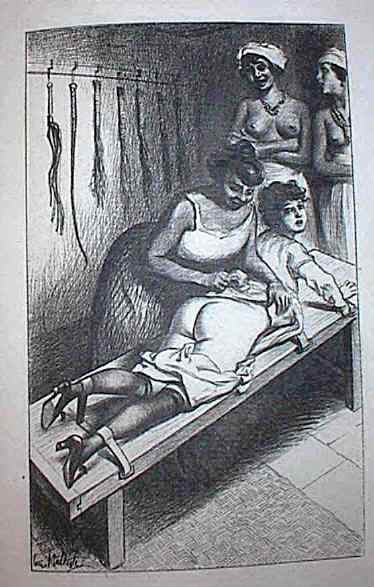
Эротическая иллюстрация из «Мемуаров Долли Мортон»

Сексуализация ягодиц, особенно женских, происходила на протяжении всей истории человечества.
Женские ягодицы были символом плодородия и красоты с ранней истории человечества. Статуи, созданные ещё около 24 000 года до н. э., такие как Венера Виллендорфская, имеют преувеличенные ягодицы, бёдра и ляжки.
Эротическая красота женских ягодиц была важна для древних греков, которые, как считается, создали такие статуи, как Венера Каллипига, подчёркивающие ягодицы. Голые ягодицы также считались эротическими в Китае эпохи Мин, где их часто сравнивали с полной луной.
Ягодицы считались эрогенной зоной в западной мысли на протяжении веков; эротизация женских ягодиц была обусловлена их ассоциацией и близостью к женским репродуктивным органам. Ягодицы часто табуируются из-за их близости к анусу и связи с выделительной системой. Психоаналитик Зигмунд Фрейд предположил, что психосексуальное развитие проходит три стадии — оральную, анальную и генитальную — и что фиксация на анальной стадии вызывает анальную замкнутость и длительное внимание к эротизации ануса.

## Мужские ягодицы
В то время как женские ягодицы часто эротизируются в гетеросексуальной эротике, мужские ягодицы считаются эрогенными для многих женщин, а также эротизируются в мужском гомосексуализме, который часто сосредоточен на анальном сексе.

## Фетишизм
Ягодичный парциализм — это состояние, при котором ягодицы становятся основным объектом сексуального внимания. Он может быть связан с копрофилией, фетишизмом трусиков, эпроктофилией и садомазохизмом. Пигофилия — сексуальное возбуждение от ягодиц партнёра.

## В русской культуре
- В русской былине «Камское побоище» ягодицы становятся причиной гибели богатыря Добрыни Никитича[9][10][11][12].
- Существовал обычай при посадке овощей женщинам садиться на грядку обнажёнными ягодицами и просить, чтобы овощи выросли размером с ягодицы[13].
- Гадание с помощью обнажённых ягодиц в бане было одним из способов гадания на жениха у девушек[14].
- П. В. Шумахер посвятил ягодицам оду.
- Ягодицам посвящено эссе Э. Ф. Голлербаха «Эстетика крупа».